# Grimorium Verum
El Grimorium Verum (en català Grimori Veritable) és un grimori del segle XVIII atribuït a "Alibeck l'Egipci" de Memfis, que suposadament el va escriure el 1517. Com molts grimoris, afirma ser una tradició originada amb el rei Salomó.
El grimori no és una traducció d'una obra anterior com es pretén fer creure i el seu original va aparèixer en francès o italià a mitjans del segle XVIII, com ja va assenyalar A. E. Waite, que va parlar de l'obra al seu llibre The Book of Ceremonial Magic (1911), afirmant:
| «                      | (anglès) The date specified in the title of the Grimorium Verum is undeniably fraudulent; the work belongs to the middle of the eighteenth century, and Memphis is Rome. | (català) La data especificada al títol del "Grimorium Verum" és innegablement fraudulenta; l'obra pertany a mitjans del segle XVIII, i Memphis és Roma. | » |
| — Arthur Edward Waite, | | |   |

Una versió del Grimori es va incloure com Les Clavícules del Rei Salomó: Llibre 3 en un dels manuscrits francesos que SL MacGregor Mathers va incorporar a la seva versió de la Clau de Salomó, però es va ometre de la Clau amb la següent explicació:
| « | (anglès) At the end there are some short extracts from the Grimorium Verum with the Seals of evil spirits, which, as they do not belong to the Key of Solomon proper, I have not given. For the evident classification of the Key is in two books and no more. | (català) Al final hi ha alguns extractes breus del "Grimorium Verum" amb els segells dels mals esperits, que, com que no pertanyen a la "Clau de Salomó" pròpiament dita, no he donat. Perquè la classificació evident de la "Clau" és en dos llibres i no més. | » |

Idries Shah també en va publicar una part a The Secret Lore of Magic: Book of the Sorcerers el 1957.

## Contingut del llibre

### Llibre u
"Pel que fa al caràcter dels dimonis" En particular, els esperits superiors de Llucifer, Belzebú i Astarot, incloent-hi els molts esperits inferiors que hi ha per sota d'ells i els seus símbols invocadors.

### Llibre dos
"D'hores planetàries".

### Llibre tres
"La preparació de l'operador"

### Llibre quatre
"Aquí comença el Sanctum Regnum, anomenat la reialesa dels esperits, o la Petita Clau de Salomó, un necromant i rabí hebraic molt erudit. Aquest llibre conté diverses combinacions de caràcters mitjançant les quals els poders poden ser invocats o provocats quan vulgueu, cadascun segons la seva facultat."

## Edicions
- Grimoirium Verum: Containing The Most Approved Keys of Solomon Wherein The Most Hidden Secrets Both Natural and Supernatural, Are Immediately Exhibited (en anglès).  Trident Book, 1997, p. 96.
- Peterson, Joseph H. Grimorium Verum: a handbook of black magic (en anglès).  CreateSpace Publishing, 2007. ISBN 978-1-4348-1116-5.
- The True Grimoire.  Scarlet Imprint, March 1, 2022, p. 280 (Encyclopaedia Goetica). ISBN 978-1912316618.
- Warwick, Tarl. Grimorium Verum: The True Grimoire (en anglès).  CreateSpace Independent Publishing Platform, 2015-11-10. ISBN 978-1-5192-0928-3.